# Almajiri
Almajiri és un sistema d'educació islàmica practicat al nord de Nigèria. Almajiri deriva d'una paraula àrab, "al-Muhajirun" que significa una persona que abandona la seva llar a la recerca del coneixement islàmic.

## Història

### Època precolonial
Aquest sistema d'educació es va iniciar a Nigèria a una ciutat anomenada Kanem-Borno, que tenia una majoria dels seus governants àmpliament implicats en l'alfabetització alcorànica. Més de 700 anys després, el califat Sokoto va ser fundat per una revolució basada en els ensenyaments de l'Alcorà. El califat Sokoto i el califat Borno van començar a funcionar junts amb el sistema Almajiri. Durant aquesta època precolonial, els estudiants solien quedar-se amb els pares per a una educació moral adequada. Totes les escoles disponibles en aquell moment estaven molt a prop amb l'entorn immediat dels estudiants. Es van introduir inspectors per recórrer les escoles i després de la inspecció informar a l'emir de la província sobre tots els assumptes relatius als afers de l'escola. Les escoles van ser finançades per la comunitat, els pares, els zakkah, els sadaqqah i, de vegades, a través de la producció agrícola dels estudiants.

### Època colonial
L'any 1904 va suposar un nou gir al sistema d'educació almajiri, ja que els britànics van envair la part nord de Nigèria. Durant la invasió, la majoria dels emirs van ser assassinats i altres van ser deposats. Els emirs restants van perdre els controls dels seus territoris, amb la qual cosa es va produir també la pèrdua del control fonamental de l'almajiri. Es va introduir Boko, boko que significa educació occidental. Els britànics van abolir el finançament estatal de les escoles almajiri. Sense el suport de la comunitat, els Emirs i el govern, el sistema es va ensorrar. Els professors i estudiants no tenien suport econòmic, així que es van dirigir a la sol·licitud d'almoina i a les feines essencials per a la supervivència.

### Època postcolonial
Un informe del Consell Nacional per al Benestar dels Destituïts (NCWD) va xifrar el nombre d'almajiri en 7 milions. El sistema no té bons professors i les comoditats bàsiques com la roba i el refugi adequats. La majoria dels almajiri no es graduen i es queden amb l'opció de fer treballs essencials. Un informe de l'UNICEF del 2014 va situar el nombre d'Almajiri a Nigèria en 9,5 milions, el 72 per cent dels 13,2 milions de nens extraescolars del país. Alguns dels alumnes es perden per la criminalitat i la violència als carrers, mentre que d'altres es perden per malalties i fam.
El setembre del 2019 la policia de Nigèria va descobrir 300 persones de diverses nacionalitats, la majoria nens, en una escola Almajiri a Kaduna, que havien estat encadenats i violats, alguns amb cicatrius a l'esquena. El director i sis empleats foren detinguts. A l'escola hi havia una sala de tortura. L'escola havia estat denunciada per diversos veïns.